# IC 2163
IC 2163 е спирална галактика, разположена на около 144 милиона светлинни години от Земята, в съзвездието Голямо куче. Намира се в непосредствена близост до галактиката NGC 2207, с която е в процес на сливане. Двете галактики са открити през 1835 година от Джон Хершел.